# Sigfrido
Sigfrido (conosciuto anche come Sigurd, in norreno Sigurðr, in tedesco Siegfried) è un eroe epico della mitologia norrena e germanica. Le sue gesta sono raccontate in numerose opere, in particolare nella Saga dei Völsungar norrena e nel poema epico medievale tedesco Nibelungenlied (in italiano Il canto dei Nibelunghi), entrambi scritti nel XIII secolo. Da questi racconti sono state tratte note opere moderne come L'anello del Nibelungo di Richard Wagner.

## Le due tradizioni
Pur derivando da una tradizione comune, le vicende del Siegfried della tradizione germanica differiscono in diversi punti da quelle del Sigurðr della tradizione norrena. La principale fonte da cui ci è nota la figura di Sigfrido come tramandata nel mondo germanico è il Nibelungenlied, mentre le più importanti fonti norrene sono lo Skáldskaparmál (parte dell'Edda in prosa di Snorri Sturluson) e la Saga dei Völsungar, oltre a numerosi canti dell'Edda poetica: in particolare il Reginsmál, il Fáfnismál, il Sigrdrífumál e il Sigurðarkviða in Skamma. L'anello del Nibelungo di Wagner si ispira alla tradizione norrena piuttosto che a quella germanica, pur utilizzando il nome Siegfried.

### La vicenda comune
In entrambe le tradizioni il giovane Sigfrido, coinvolto nella lotta fra due fratelli per il possesso del tesoro dei Nibelunghi, uccide un drago. In tal modo ottiene particolari poteri soprannaturali e diviene padrone del tesoro. Tempo dopo giunge nella terra dei Burgundi, aiuta il re Gunther a conquistare Brunilde ingannandola e sposa Crimilde, sorella di Gunther.
Durante una disputa fra Brunilde e Crimilde, quest'ultima deride l'altra mostrando la prova che è stata in realtà conquistata da Sigfrido e non da Gunther. Oltraggiata Brunilde chiede a Gunther di uccidere Sigfrido. Gunther commissiona così l'omicidio a Hagen, un uomo della sua corte.
Gunther e il popolo dei Burgundi vengono in seguito sterminati dagli Unni di re Attila, il secondo marito di Crimilde. L'oro dei Nibelunghi viene gettato dai Burgundi sul fondo del fiume Reno per evitare che Attila e Crimilde ne entrino in possesso, e scompare così per sempre.

### Le differenze
Nella tradizione norrena Brunilde si uccide subito dopo la morte di Sigfrido ed è Attila (qui fratello di Brunilde) a vendicare Sigfrido uccidendo i due mandanti dell'omicidio (fratelli di Crimilde). Crimilde vendica poi a sua volta la morte dei suoi due fratelli uccidendo i due figli avuti da Attila e dandoglieli in pasto a sua insaputa, per poi appiccare fuoco alla sala e uccidere tutti i presenti.
Nella tradizione germanica, invece, Brunilde sopravvive, mentre a vendicare Sigfrido è Crimilde, che, all'insaputa del suo nuovo marito Attila, pianifica la morte dei responsabili dell'omicidio e di tutti i guerrieri burgundi, finendo però per causare anche la morte dei guerrieri di Attila e per essere uccisa da Ildebrando.
Un'altra differenza fra le due tradizioni sta nel rapporto fra Sigfrido e Brunilde: nella tradizione germanica si incontrano per la prima volta quando Sigfrido giunge nel suo regno per aiutare Gunther a conquistarla (benché si sottintenda forse una precedente conoscenza), mentre nella tradizione norrena si incontrano prima che Sigfrido vada nella terra dei Burgundi, e, secondo alcune versioni, si sarebbero innamorati in questa occasione, ma Sigfrido l'avrebbe poi dimenticata a causa di una pozione preparata dalla madre di Crimilde allo scopo di farlo sposare con la figlia.
Nella tradizione norrena il tesoro dei Nibelunghi include l'anello Andvaranautr, sul quale pende una maledizione scagliata dal nano che l'aveva creato. Sigfrido mette questo anello al dito di Brunilde quando la conosce, poi, senza riconoscerlo, glielo toglie quando la conquista per conto di Gunther, e lo regala a Crimilde, che lo mostra a Brunilde per dimostrarle che suo marito l'ha conquistata, scatenando così la furia della donna e i massacri che ne conseguono.
Nella tradizione germanica, invece, non si parla di quest'anello, mentre Sigfrido fa uso del cappuccio magico ottenuto sconfiggendo un nano, cappuccio che lo rende invisibile.

### Analogie tra Sigfrido e Achille
Sigfrido può essere paragonato a un altro personaggio mitologico: Achille.
Essere invulnerabili è sempre stato il desiderio di ogni uomo, che sente il proprio corpo fragile, debole, soggetto alle malattie, al dolore fisico ed infine alla morte, e che invece vorrebbe mantenersi vigoroso.
Achille, figlio della dea Teti, invano è stato immerso appena nato nelle acque del fiume Stige rendendolo così invulnerabile. La madre, tenendolo per il tallone con le dita, non ha potuto rendere invulnerabile questa parte del suo corpo che viene trafitta dalla freccia di Paride provocandone così la morte.
Sigfrido, bagnandosi nel sangue del drago da lui ucciso, ha reso tutto il suo corpo immune da ogni ferita, tranne che per una piccola parte della spalla su cui si era appoggiata per caso una foglia caduta da un albero. L'asta di un nemico lo colpirà proprio in quella parte del corpo provocandone la morte.

### I personaggi
I personaggi sono noti con nomi diversi nelle due tradizioni, e talvolta vi sono differenze anche nel ruolo che svolgono nella storia.
| Nome germanico | Nome norreno | Note |
| -------------- | ------------ | --- |
| Siegfried      | Sigurðr      | Chiamato anche Sigfrido. Figlio di Sigmund e della sorella di lui Sieglinde, e uccisore di un drago, sposa Crimilde e viene tradito e ucciso dai fratelli della moglie.                                                                            |
| Kriemhild      | Guðrún       | Chiamata anche Crimilde. Moglie di Sigfrido e poi di Attila, sorella del re dei Burgundi Gunther. Secondo la tradizione germanica vendica il primo marito facendo strage dei propri parenti.                                                       |
| Brunhild       | Brynhildr    | Chiamata anche Brunilde. Moglie di Gunther. Nella tradizione germanica è regina in Islanda, in quella norrena è una valchiria. Innamorata di Sigfrido, fa uccidere quest'ultimo quando scopre di essere stata ingannata sia da lui che dal marito. |
| Gunther        | Gunnarr      | Re dei Burgundi, marito di Brunilde, fratello di Crimilde, Gernot e Giselher e nella tradizione norrena anche di Hagen. Spinto dalla moglie fa uccidere Sigfrido.                                                                                  |
| Hagen          | Högni        | Nella tradizione germanica è il consigliere di Gunther nonché l'assassino di Sigfrido, in quella norrena è il saggio fratello di Crimilde e Gunther.                                                                                               |
| Gernot         | Gothormr     | Nella tradizione germanica è fratello di Crimilde, Gunther e Giselher, nella tradizione norrena è fratello (o fratellastro) degli stessi nonché l'assassino di Sigfrido.                                                                           |
| Etzel          | Atli         | Chiamato anche Attila. È il secondo marito di Crimilde e, nella tradizione norrena, il fratello maggiore di Brunilde |

## La tradizione norrena

### Le imprese giovanili

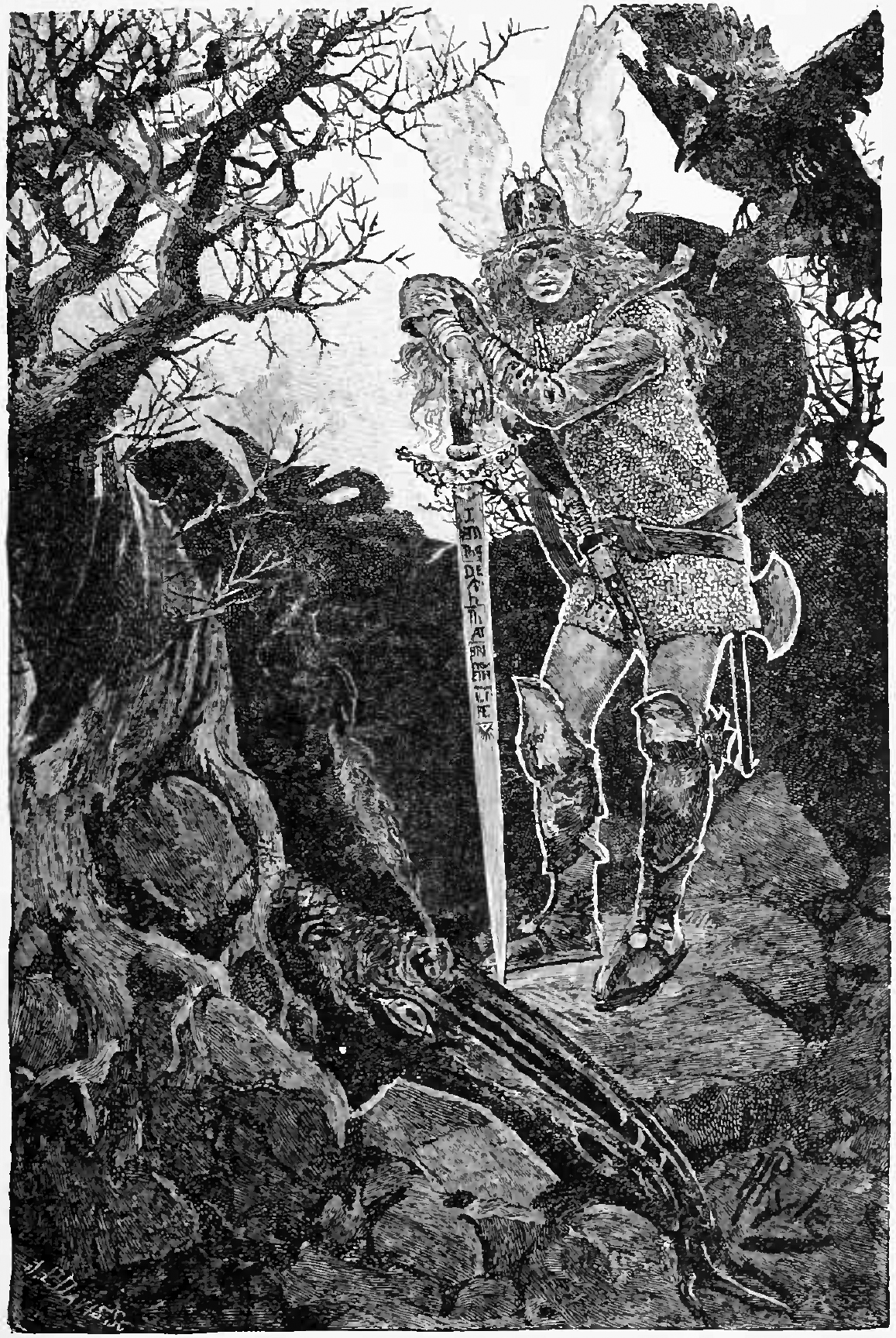
Sigfrido uccide il drago Fáfnir.

Sigurðr (Sigurd) è il figlio postumo del re Sigmundr, cresciuto presso la corte del re danese Hjálprekr, padre di Álfr, il secondo marito di Hjördís, madre dell'eroe. Il fanciullo è affidato alle cure del fabbro (descritto talvolta come un nano) Reginn, che ama molto il ragazzo ma che, al contempo, spera di sfruttarlo per riguadagnarsi il tesoro sottrattogli dal fratello Fáfnir. Mettendo in dubbio l'affetto di Hjálprekr e Álfr verso Sigurd, Reginn spinge il figlioccio a chiedere in dono al re un cavallo. Hjálprekr si mostra disposto ad esaudire il desiderio del nipote mettendogli a disposizione la mandria intera e Sigurd, consigliato da un vecchio uomo privo di un occhio (il dio Óðinn), sceglie il cavallo Grani, discendente del cavallo di Óðinn stesso, Sleipnir.
Con la sua nuova cavalcatura Sigurd decide di recarsi a far visita allo zio materno Grípir, re e indovino, che riceve con piacere il nipote e gli predice il futuro.
Tornato in Danimarca, Reginn esorta il ragazzo a conquistarsi un tesoro uccidendo un drago. Incuriosito dalla proposta del suo tutore, Sigurd chiede a Reginn il motivo della richiesta e Reginn racconta di come suo fratello Fáfnir, dopo aver ucciso il padre, si era impossessato dell'oro maledetto che era stato offerto alla famiglia come riscatto per la morte del fratello Otr. Fáfnir, per meglio proteggere il tesoro, si era poi trasformato in drago. Reginn voleva quindi vendicare il padre e si diceva disposto a cedere tutto l'oro a Sigurd qualora lo avesse aiutato. Sigurd promette dunque al fabbro di esaudire la richiesta, ma pretende prima che questi forgi per lui una spada degna dell'impresa: per due volte le spade di Reginn, provate da Sigurd contro l'incudine, si rompono. Il giovane principe chiede dunque alla madre i frammenti di Gramr, la spada di Sigmundr che si era infranta, e li porta al tutore che ne forgia una spada di tal robustezza che taglia a metà l'incudine.
Prima di guadagnare ricchezza con l'uccisione di Fáfnir, Sigurd ritiene sia opportuno vendicare il padre Sigmundr, ucciso da Lyngvi figlio di Hundingr. Allestite le navi che Hjálprekr prontamente gli fornisce, il giovane eroe si mette in mare e, consigliato nuovamente da Óðinn (anche questa volta nelle spoglie di un vecchio viandante), sconfigge il nemico e ritorna vittorioso in patria.
Reginn chiede al figlioccio di adempiere finalmente alla promessa: Sigurd e il fabbro partono a cavallo verso Gnitaheiðr, il luogo dove il drago dimora. Trovate le tracce che Fáfnir lascia ogni giorno per recarsi a bere al fiume, Reginn dice al giovane di scavare una fossa e di nascondersi all'interno, per colpire il ventre del mostro quando vi fosse passato sopra. Ancora una volta però è Óðinn a consigliare Sigurd per il meglio, dicendogli di scavare più di una buca, per far scolare il sangue del drago, nel quale, altrimenti, il giovane sarebbe potuto annegare. Il ragazzo segue le istruzioni del vecchio viandante e, quando Fáfnir esce dalla grotta per recarsi all'acqua, colpisce il drago al cuore e lo uccide. Fafnir, prima di morire, suggerisce al proprio assassino di non prendere il tesoro da lui custodito perché maledetto, ma Sigurd non gli dà ascolto.
Reginn, che era rimasto nascosto fino ad allora, chiede al figlioccio un ultimo favore: cucinare per lui il cuore del fratello morto. Sigurd acconsente alla richiesta e, acceso un gran fuoco, arrostisce il cuore del drago. Volendo provare la cottura della carne tocca il cuore con un dito e, scottatosi, mette il dito in bocca: non appena il sangue ribollente del drago gli sfiora la lingua il giovane eroe inizia a comprendere il linguaggio degli uccelli, che lo mettono in guardia sulle intenzioni di Reginn, che vuole ucciderlo e prendere per sé il tesoro. Senza esitazione Sigurd uccide il fabbro e, recatosi nella caverna di Fáfnir, riempie d'oro due casse, le carica su Grani e si allontana al galoppo. Egli porta con sé anche l'oggetto più prezioso del tesoro del drago, l'anello Andvaranautr, su cui grava la maledizione del nano Andvari.
In seguito all'uccisione di Fáfnir, Sigurd guadagna il nome di "Fáfnisbani" (it. "Uccisore di Fáfnir").

### L'incontro con Brunilde
Sigurd intende dagli uccelli che in Hindarfjöll dimora la valchiria Brynhildr (Brunilde) e cavalca fino al luogo indicatogli. Qui scorge, sulla vetta del monte, un bagliore di fuochi e, raggiunta la cima, scopre una fortezza di scudi circondata da fiamme: egli attraversa il fuoco e trova un guerriero con indosso l'armatura che dorme. Sfilato l'elmo, scopre che si tratta di una ragazza, il cui corpo era stretto da una cotta di maglia assai aderente. Sigurd trancia l'armatura con la spada Gramr e la fanciulla si sveglia. Ella dice di chiamarsi Brynhildr (ma nel canto eddico Sigrdrífumál si chiama Sigrdrífa), di essere una valchiria e di essere stata condannata da Óðinn a quel sonno innaturale, poiché gli aveva disobbedito. Brynhildr rivela al giovane eroe i segreti delle rune e infine i due si giurano eterno amore. Secondo la Ragnars saga loðbrókar (Saga di Ragnarr Loðbrók) in tale circostanza Brynhildr concepisce una bambina, Aslaug. Sigurd, prima di ripartire, dona all'amata l'anello Andvaranautr.
Sigurd riparte e giunge ospite presso Heimir, marito di Bekkhildr, sorella di Brynhildr e tutore di Brynhildr stessa. Durante la permanenza presso Heimir ha occasione di incontrare ancora Brynhildr: i due si scambiano nuovamente promesse d'amore e la valchiria mette in guardia l'amato dai sortilegi di Grimhildr, che potrebbero indurlo ad amare un'altra donna. Sigurd infine riparte in cerca di avventure.

### Alla corte dei Gjúkungar
Dopo l'incontro con Brynhildr, Sigurd giunge alla corte dei Gjúkungar (figli di Gjúki), detti anche Niflúngar (Nibelunghi). Qui scambia giuramenti di fratellanza con i due principi, Gunnarr e Högni.
I figli di Gandálfr, inviati da Sigurd Hringr, dichiarano guerra ai Niflúngar e Sigurd Fáfnisbani offre il proprio sostegno ai suoi ospiti: durante la battaglia egli affronta il gigante Starkaðr, alleato dei figli di Gandálfr, che di fronte all'eroe fugge riportando orribili ferite. Grazie a questo, i Gjúkungar ottengono la vittoria.
Grimhildr, moglie del re Gjúki e madre dei due principi, ritenendo un vantaggio considerevole la possibilità di imparentarsi con Sigurd, prepara una bevanda magica e la offre al giovane eroe: bevendola, Sigurd si dimentica all'istante di Brynhildr e si innamora di Guðrún Gjúkadóttir (figlia di Gjúki), sorella di Gunnarr e Högni. Gjúki, spinto dalla moglie, offre allora in sposa a Sigurd la figlia e l'eroe accetta di buon grado.
In seguito Grimhildr consiglia a Gunnarr di sposare Brynhildr e il principe chiede l'aiuto di Sigurd. Brynhildr aveva infatti giurato di sposare solo chi avesse oltrepassato il cerchio di fiamme che avvolgeva il suo castello in Hindarfjöll. Gunnarr chiede a Buðli, padre di Brynhildr, e a Heimir, il tutore della stessa, la mano della fanciulla; essi gli rispondono che avrebbe scelto lei come marito colui che avesse superato la prova.
Gunnarr allora sprona il suo cavallo, Goti, attraverso le fiamme, ma esso si tira indietro. Non potendo montare Grani, che non permetteva a nessuno di cavalcarlo fatta eccezione per Sigurd, Gunnarr si scambia di aspetto con Sigurd, grazie alla magia di Grimhildr, e Sigurd, col sembiante di Gunnarr, cavalca attraverso le fiamme. Quella sera egli pone nel letto tra sé e Brynhildr la propria spada, la cui lama è temprata con il veleno, affinché la fanciulla non si unisca a lui. La mattina egli sottrae a Brynhildr Andvaranautr e lo sostituisce con un altro anello. In seguito Gunnarr e Sigurd riprendono ognuno il proprio aspetto, e Gunnarr sposa Brynhildr.

### Il litigio tra le regine
Un giorno Brynhildr e Guðrún si recano al fiume per fare il bagno, ma Brynhildr si rifiuta di bagnarsi nell'acqua in cui si lavava la cognata: ella infatti sostiene di avere un marito più valoroso di quello di Guðrún e dunque di essere a lei superiore di rango. Guðrún, indignata, accusa Brynhildr di essere soltanto una concubina di Sigurd e dice che quest'ultimo, non Gunnarr, aveva superato la fiamma del suo castello, quindi le mostra l'anello Andvaranautr come prova.
Brynhildr, in cuor suo ancora innamorata di Sigurd, si allontana piangendo e si rinchiude nelle proprie stanze, dove rifiuta di mangiare e di parlare con chiunque. Sigurd prova a consolarla, rivelandole del filtro di Grimhildr che gli aveva fatto dimenticare di lei (almeno fino al matrimonio) e le offre come riscatto l'oro del drago e addirittura di lasciare Guðrún in suo favore. Brynhildr rifiuta, dicendo di desiderare solo la sua morte.

### La morte
Brynhildr chiede a Gunnarr di uccidere Sigurd, minacciando altrimenti di lasciarlo. Gunnarr, che preferisce perdere la vita piuttosto che la moglie, si consulta col fratello Högni, che lo avverte riguardo ai rischi della perdita di Sigurd, valente sostegno per il governo del regno. Gunnarr si dice disposto a tutto pur di accontentare Brynhildr. Tuttavia i due fratelli hanno giurato fratellanza con Sigurd e non possono fargli del male, così essi incitano il loro fratellastro Guthormr a compiere l'impresa e gli danno da mangiare una pozione fatta con carne di serpe, di lupo e di corvo perché gli dia coraggio.
Guthormr entra nella camera di Sigurd per tre volte: le prime due lo trova sveglio e, intimorito dal suo sguardo, esce, ma la terza Sigurd sta dormendo ed egli lo colpisce al cuore. Sigurd prima di morire scaglia la spada Gramr conto il suo assassino e lo taglia a metà. Guðrún allora si sveglia nella pozza di sangue del marito morto. Gunnarr e Högni uccidono anche il figlio di Sigurd, Sigmundr.
Il racconto della morte è diverso nelle opere Brot af Sigurðarkviðu e Guðrúnarkviða Önnur, entrambe parti dell'Edda poetica. Qui Guthormr uccide Sigurd nella foresta, vicino al fiume Reno. Grani allora fa ritorno al palazzo senza il suo padrone e Guðrún vedendolo teme per il marito: chiede dunque ai fratelli perché cavalchino per primi senza Sigurd ed essi le dicono che Sigurd è morto. Guðrún, nello sconforto, vaga nella foresta per un po' di tempo. Infine arriva alla dimora di Hálfr, dove rimane per tre anni e mezzo in compagnia di Þóra.

## La tradizione germanica

### Le imprese giovanili
Nel Nibelungenlied Sigfrido è il figlio di Siegmund ed erede al trono del Niederland. Si trovano solo due brevi riferimenti alle imprese giovanili di Sigfrido. Nel primo (strofe 90-100) Hagen racconta a Gunther che il giovane eroe Sigfrido aveva ucciso un drago e si era bagnato nel sangue di questo, rendendo la sua pelle impenetrabile a qualsiasi arma; coinvolto inoltre in una disputa tra i fratelli Schilbung e Nibelung per la divisione del tesoro paterno, non aveva potuto giudicare, ed essi, adirati, gli avevano aizzato contro l'esercito dei Nibelunghi: uccisi i due principi e sbaragliato l'esercito dei nemici, Siegfried si era impossessato di tutto l'oro ponendo il nano Alberich come guardiano del tesoro stesso.
Nel secondo passo (strofe 899-902) Crimilde, moglie di Sigfrido, racconta che quando questi si era immerso nel sangue del drago una foglia di tiglio gli era caduta tra le spalle impedendo che quel punto si bagnasse e divenisse impenetrabile come il resto del corpo dell'eroe.

### A Worms

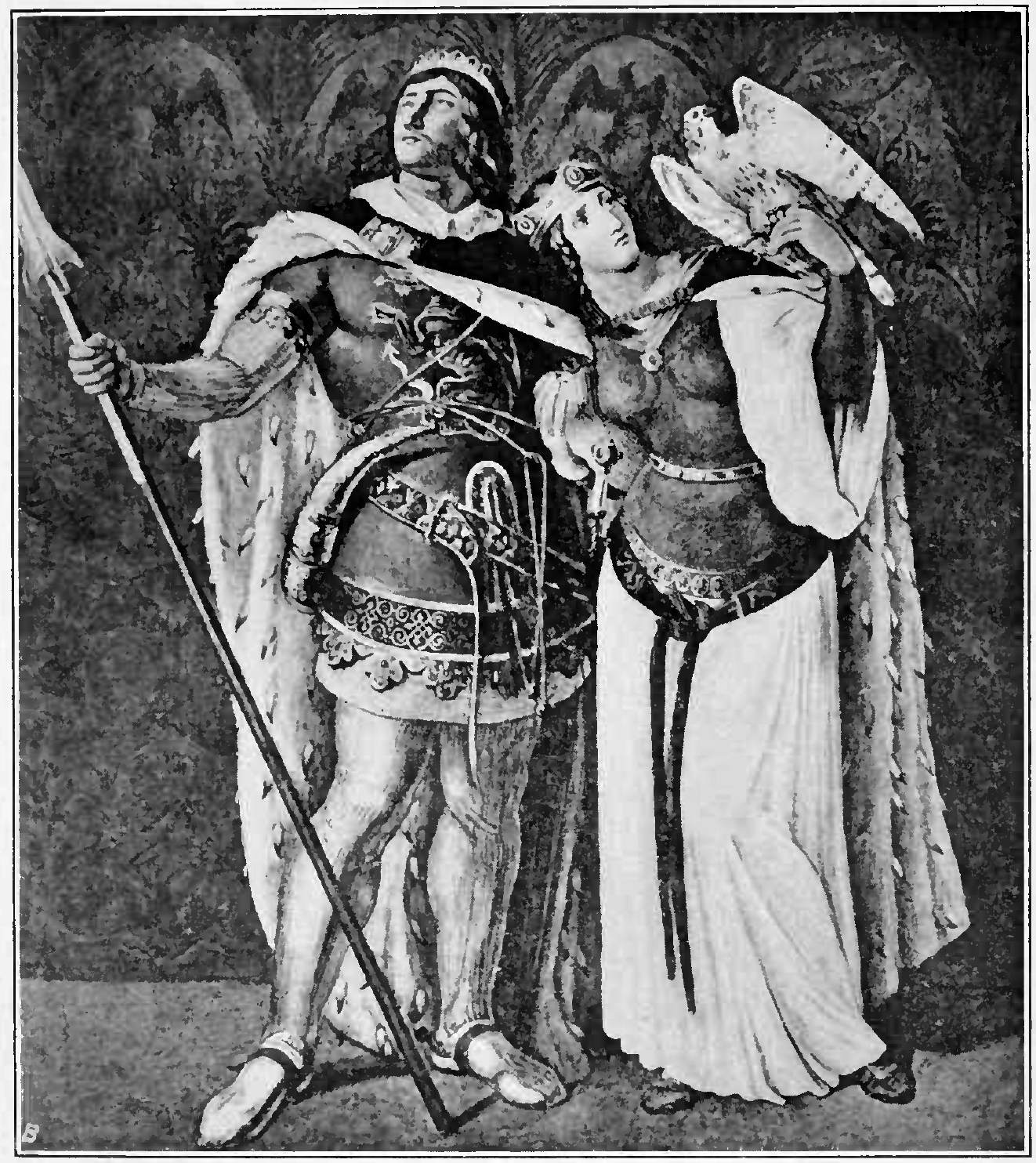
Sigfrido e Crimilde

Il racconto del Nibelungenlied inizia con un giovane Sigfrido che decide di partire per la corte di Gunther, re dei Burgundi, con l'intenzione di chiedere in sposa la sorella di questi, Crimilde. Giunto a Worms, capitale del regno burgundo, egli viene accolto con onore da Gunther e dai suoi fratelli, Gernot e Giselher.
Dopo poco tempo che egli si trovava presso il re, i due principi sassoni Lüdeger e Lüdegast dichiarano guerra ai Burgundi e Sigfrido si offre volontario per guidare l'esercito: conducendo una campagna vittoriosa egli riesce a far prigionieri entrambi i principi nemici e ritorna vincitore a Worms. Nei festeggiamenti per la vittoria Sigfrido ha finalmente occasione di incontrare Crimilde, che si innamora di lui.
Per ottenere la mano della principessa, Sigfrido accetta di aiutare Gunther a conquistare Brunilde, grande guerriera e regina di Islanda. I due eroi si imbarcano insieme ad Hagen, consigliere di Gunther, e a Dankwart, fratello di Hagen, e salpano verso nord. Giunti in Islanda, scoprono che Brunilde sfida tutti i suoi pretendenti a duello e che nessuno finora è mai riuscito a vincerla. Gunther, assai preoccupato, chiede l'aiuto di Sigfrido che, grazie al cappuccio magico del nano Alberich, si rende invisibile e aiuta il re a ottenere la vittoria.
Brunilde è costretta ad acconsentire al matrimonio con Gunther e torna con lui a Worms. Qui vengono celebrate le nozze tra Gunther e Brunilde e tra Sigfrido e Crimilde.
La prima notte di nozze tuttavia Brunilde si rifiuta di giacere con Gunther e, grazie alla sua forza smisurata, lo lega lasciandolo appeso al muro fino al mattino. Gunther, assai preoccupato, chiede nuovamente l'aiuto di Sigfrido, che, indossato ancora il cappuccio che rende invisibile, si sostituisce al re e lotta con la fanciulla, immobilizzandola perché Gunther possa godere di lei. Prima di uscire dalla camera Sigfrido sottrae alla fanciulla un anello e una cintura, facendo dono dei due oggetti a Crimilde.
In seguito Sigfrido fa ritorno con la propria sposa a Xanten, sua città natale, e qui riceve dal padre Sigmund il titolo regale.

### La morte
Dopo dieci anni a Xanten, Sigfrido e Crimilde tornano a Worms per far visita a Gunther.
Brunilde e Crimilde litigano su chi fra i loro due mariti sia più potente e valoroso. Brunilde crede ancora che Sigfrido sia un vassallo di suo marito e Crimilde finisce per deridere Brunilde per essere stata trattata come concubina da suo marito Sigfrido, che avrebbe sostenuto di averle preso la verginità. Le mostra come prove la cintura e l'anello d'oro, facendola adirare al punto da pretendere che i re e i loro vassalli uccidano Sigfrido che l'avrebbe calunniata. Benché Sigfrido assicuri di non aver mai pronunciato quella calunnia, il re Gunther decide che deve morire, seguendo il consiglio del vassallo Hagen che reputa che i guerrieri nibelunghi e il tesoro lo rendano troppo potente.
Tuttavia è risaputo che Sigfrido è invulnerabile ai colpi delle armi. Hagen, per scoprire se Sigfrido ha un punto debole, sparge la voce di un imminente attacco dei Sassoni, quindi si reca da Crimilde per chiederle se il marito abbia un punto vulnerabile che egli possa proteggere durante la battaglia. Crimilde rivela che c'è punto in mezzo alle spalle di Sigfrido che il sangue del drago non ha bagnato. Hagen fa quindi credere a tutti che si sia giunti ad un accordo coi Sassoni e organizza una battuta di caccia. Quando Sigfrido, assetato, si spoglia delle armi per bere a una fonte, Hagen lo colpisce in mezzo alle spalle uccidendolo.
La seconda parte del Nibelungenlied racconta poi di come Crimilde viene privata da Hagen del tesoro dei Nibelunghi, che finisce sepolto nel Reno, e di come lei viene data in sposa al re unno Attila, della potenza del quale si avvarrà per attirare in trappola nel regno degli Unni i suoi fratelli burgundi e i loro guerrieri e sterminarli tutti, causando però anche il massacro dei guerrieri unni, nonché la sua stessa morte per mano di Ildebrando.

### Altre opere
Altre opere che si rifanno alla tradizione germanica approfondiscono alcuni temi del Nibelungenlied e narrano altre avventure di Sigfrido, approfondendo ad esempio gli anni precedenti l'arrivo a Worms. Fra questi il poema Der Hürnen Seyfrid (Seyfrid pelle-di-corno), del XIII secolo, e la Þiðreks saga af Bern (Saga di Teodorico da Verona), saga norvegese del XIII secolo che riscrive in norreno le leggende germaniche. Le vicende raccontate in queste opere si discostano in più parti dal racconto del Nibelungenlied.

#### Der Hürnen Seyfrid
Seyfrid (Sigfrido), figlio di Siegmund, re del Niederland, è un giovane irruente e indisciplinato che desidera sopra ogni cosa andare in cerca di avventure. Lasciata la casa paterna, Seyfrid giunge ad un villaggio, dove decide di mettersi al servizio di un mastro fabbro; dopo aver distrutto l'incudine a causa della sua incontrollata forza, il ragazzo viene spedito dal fabbro a far carbone nel bosco, nei pressi di un tiglio frequentato abitualmente da un drago. Imbattutosi nel drago, Seyfrid uccide il mostro e incendia la foresta vicina, infestata anch'essa da serpenti e dragoni: il fuoco scioglie le corna e le squame dei rettili che diventano una poltiglia fluida. Il giovane tocca la sostanza viscosa e, scoperto che essa può rendere il suo dito duro come il corno, se ne cosparge completamente, diventando così invulnerabile alle lame (tranne che in un punto dietro la schiena).
Il racconto prosegue con un'avventura che non trova riscontri in nessun'altra opera: un drago rapisce la principessa Crimilde. Seyfrid, durante una battuta di caccia, si imbatte nel nano, Eugleyne, figlio di Nybling, che gli rivela dove la principessa sia tenuta prigioniera dal drago. Seyfrid, approfittando della saggezza del nano, gli domanda se conosca i suoi genitori (di cui il giovane eroe si era dimenticato) e Eugleyne glieli nomina. Seyfrid in seguito affronta il gigante Kuperan, custode della montagna in cui Krimhild è prigioniera, e il drago, rapitore della fanciulla, uccidendo entrambi. Liberata la principessa, il giovane eroe si prende come ricompensa il tesoro di Nybling, che nasconde in fondo al fiume Reno.

#### Þiðreks saga af Bern
Sigurd è figlio di Sigmundr e Sisibe: a causa dei malvagi complotti dei vassalli di Sigmundr, il bambino appena nato viene gettato, dentro un vaso di vetro, in un fiume, mentre la madre viene uccisa. Approdato su una spiaggia lontana Sigurd viene cresciuto da una cerva per un anno, quindi, trovato dal fabbro Mímir, è allevato da quest'ultimo (Mímir è l'equivalente del Reginn della versione norrena). Crescendo Sigurd diventa assai grande e forte, più dei ragazzi della sua età, ma invece che aiutare il padre adottivo nei lavori della fucina, il ragazzo si diverte a picchiare e infastidire gli altri garzoni, provocando numerosi danni al lavoro della fucina (anche qui egli infossa nella terra l'incudine con un colpo troppo forte di martello), tanto che Mímir decide di sbarazzarsi di lui e lo invia nella foresta a fare carbone. Nella foresta dimorava Reginn (il Fáfnir norreno), fratello di Mímir, drago terribile con ogni essere vivente, fatta eccezione per il fratello: avvertito da Mímir, Reginn attende l'arrivo del ragazzo per poterlo mangiare. Sigurd, giunto nella foresta, lavora per un giorno intero alla produzione di carbone, quindi, affamato, mangia tutte le provviste che Mímir gli aveva fornito per nove giorni: proprio allora Sigurd si imbatte in Reginn, lo affronta e lo uccide. Giunta la sera, non avendo ulteriori provviste, il giovane decide di cuocere il drago e lo mette a bollire in un calderone, ma, scottatosi, mette in bocca il dito: subito incomincia ad intendere le voci degli uccelli che lo avvertono di come Mímir lo aveva inviato nel bosco sperando che Reginn lo uccidesse.
Fatto ritorno alla fucina, Sigurd minaccia Mímir, che cerca di rabbonire il figlioccio con il dono di armi splendide, tra cui la forte spada Gramr: Sigurd uccide ugualmente il patrigno e si allontana in cerca di avventure.
Mímir, prima di morire, aveva promesso in dono al figlioccio, nella speranza di essere risparmiato, il cavallo Grani che si trovava nelle mandrie di Brynhildr. Sigurd, lasciata la casa di Mímir, giunge al castello di Brynhildr, sbarrato da porte di ferro. Egli sfonda le porte ed affronta sette guardie e sette cavalieri, uccidendoli tutti. Brynhildr, ricevuta la notizia, corre ad accogliere il giovane, di cui già aveva previsto la visita. Allorché Sigurd rivela di non conoscere i propri genitori, Brynhildr gli rivela la verità: egli è figlio di Sigmundr e Sisibe. Quindi l'eroe chiede in dono il cavallo Grani e la fanciulla glielo concede. Sigurd allora riparte e si reca in Bretagna, dove si mette al servizio del re Ísungr.
Come in altri racconti del ciclo tedesco di Dietrich von Bern (Teodorico da Verona), si narra poi di un duello tra Sigfrido e Teodorico, dal quale quest'ultimo esce vincitore.
Sigurd, dopo l'incontro con Brynhildr, si reca in Bertangaland per mettersi al servizio di re Ísungr. Qualche tempo dopo Þiðrekr (Teodorico) con dodici compagni (tra cui Gunnarr e Högni, principi dei Niflúngar) giunge nel regno di Ísungr per sfidare a duello il re e i suoi guerrieri. I campioni di Ísungr vincono quasi tutti i combattimenti. L'ultimo incontro è tra Sigurd e Þiðrekr: per due giorni gli eroi combattono finendo sempre in parità. Il terzo giorno Þiðrekr si fa prestare dall'amico Viðga la spada Mímungr (fabbricata dal mitico fabbro Velent), l'unica in grado di scalfire la pelle di Sigurd. Non appena il figlio di Sigmundr si accorge della cosa, si arrende a Þiðrekr e, congedandosi da Ísungr, segue Gunnarr fino al suo regno.
Il seguito del racconto della Þiðreks saga af Bern riguardante Sigurd segue grosso modo il Nibelungenlied, probabilmente una delle fonti dell'opera.

#### Rosengarten zu Worms
L'opera tedesca "Rosengarten zu Worms" ("Il Giardino delle Rose di Worms", chiamato anche "Il Grande Giardino delle Rose") racconta di un torneo indetto da Crimilde, promessa sposa di Sigfrido, nel suo giardino delle rose. Teodorico e undici compagni accettano la sfida di Crimilde e si battono contro i campioni dei Burgundi: nove dei primi dieci scontri sono vinti dai compagni di Teodorico e uno si conclude in parità. L'ultimo scontro è naturalmente tra Sigfrido e Teodorico. Quest'ultimo, sapendo che l'avversario è invulnerabile alle armi, non vuole combattere, ma, dopo un'accesa discussione col maestro Ildebrando, accetta lo scontro. In un primo momento Sigfrido sembra prevalere, ma Teodorico, a cui giunge la falsa notizia della morte del suo maestro Ildebrando, si arrabbia a tal punto da sputare fuoco dalla propria bocca (la leggenda vuole infatti che Teodorico, figlio di un demone, sputi fuoco quando preso da ira). Ustionato dalle fiamme Sigfrido si arrende e la vittoria del torneo è assegnata a Teodorico e ai suoi campioni.
Un analogo racconto di una serie di duelli tra Goti e Burgundi è narrata nel poema Biterolf und Dietleib. Anche qui Sigfrido e Teodorico si scontrano, ma il risultato duello rimane incerto.

## Nella cultura di massa

### Manga e anime
- Nell'anime de I cavalieri dello zodiaco il personaggio di Orion è basato sulla figura di Sigfrido: nella serie viene detto che Orion (il cui nome originale è proprio Siegfried) è un lontano discendente dell'eroe nordico, e da esso ha ereditato l'invulnerabilità fisica, ma anche il punto debole sulla spalla.
- Sempre nel franchise de I Cavalieri dello zodiaco abbiamo un'altra versione di Sigfrido. Nello spin-off Episode G - Assassin appare il vero Sigfrido (con il nome di Sigdur). Assieme a Lancillotto, Orlando e Alice fa parte del gruppo dei Gladiators, un team di cavalieri erranti senza padroni sempre in cerca di avversari da sconfiggere. È il detentore della spada Garm, ma ha diritto a poter evocare il potere di Ganguir, la lancia di suo nonno Odino.
- La sua versione tedesca compare come servant in Fate/Apocrypha come saber della squadra nera.
- Compare anche in Fate/Grand Order come servant evocabile in entrambe le sue forme.

### Fumetti
- Siegrfied Von Nibelunghen è un personaggio delle strisce a fumetti Sturmtruppen, dell'autore italiano Bonvi. Egli viene raffigurato come un soldato privo di gambe e di un braccio che, in sedia a rotelle, si lancia comunque all'assalto, destando notevoli dubbi sulla propria sanità mentale fra i suoi commilitoni.

### Cinema
- Nella pellicola italiana del 1957 Sigfrido, diretta da Giacomo Gentilomo, Sigfrido è impersonato da Sebastian Fischer.[3]
- Nel film TV La saga dei Nibelunghi, è impersonato da Benno Fürmann e segue le vicende della storia così come viene proposta nella sua variante germanica.

### Videogiochi
- Nella serie di Soulcalibur, il personaggio giocabile Siegfried è ispirato all'omonimo eroe norreno.
- Nella serie di Persona appare come un Persona evocabile dal protagonista così come un demone evocabile sulla serie principale di Persona, Shin Megami Tensei.
- Nell’ultimo capitolo della serie Assassin's Creed intitolato Valhalla, il fratellastro di Eivor si chiama “Sigurd”.
- Nel sesto capitolo della saga di Final Fantasy Siegfried appare come un boss nel treno fantasma.